# Balonete

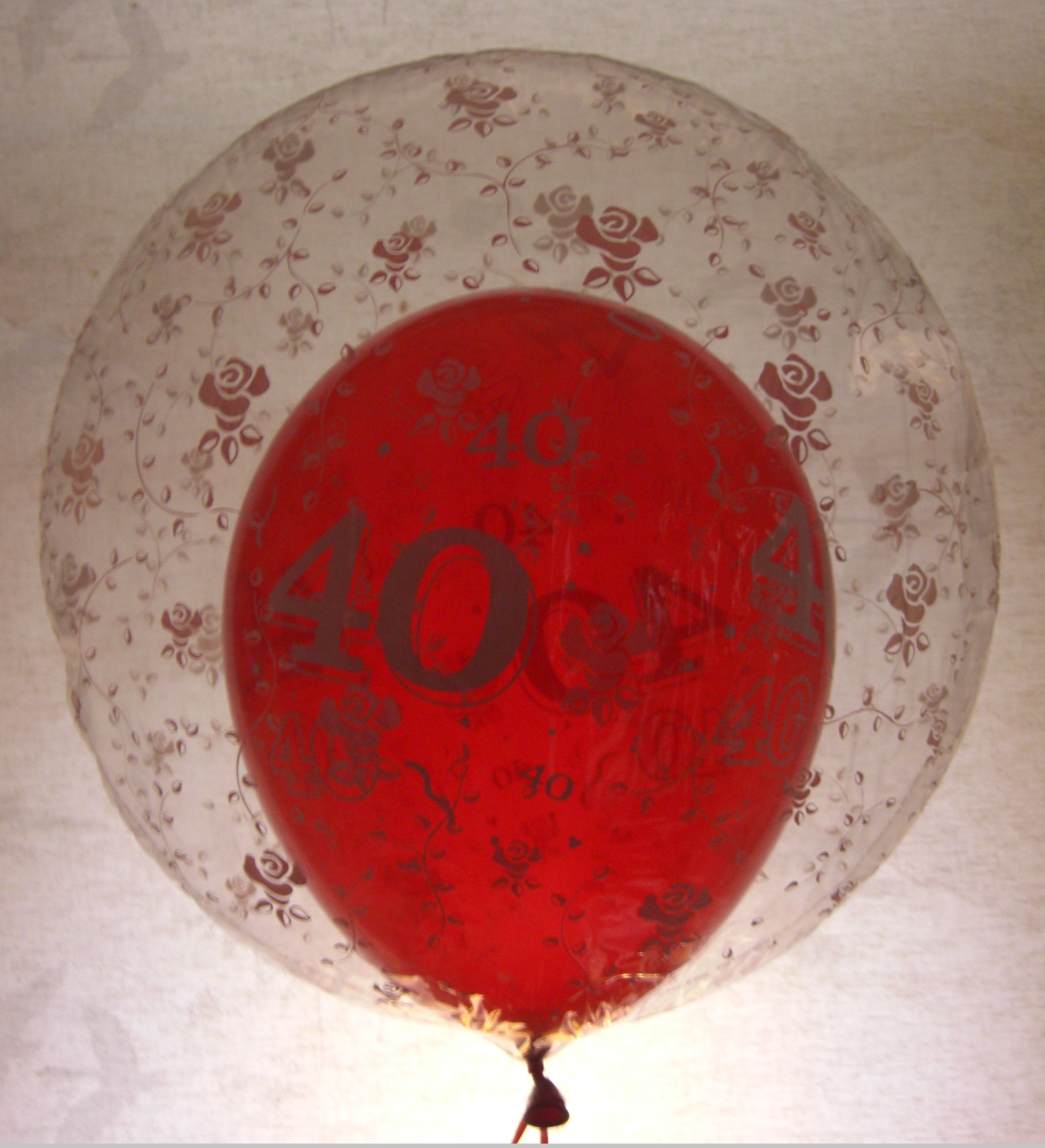
O balão vermelho preenchido com ar age como um simples balonete dentro do balão externo, que é preenchido com gás de sustentação.

Um balonete é uma bolsa de ar no interior do envelope de um dirigível que, quando inflado, reduz o volume disponível para o gás de sustenção, tornando-o mais denso. Pelo fato do ar ser mais denso do que o gás de sustentação, inflar o balonete reduz a quantidade geral de sustentação, enquanto deflação aumenta aumenta a sustenção. Desta forma, o balonete pode ser usado para ajustar a sustentação, conforme necessário.
Balonetes normalmente são utilizados em dirigíveis não rígidos ou semirrígidos, geralmente com vários balonetes localizados tanto na proa e quanto na popa para manter o equilíbrio e controlar a arfagem da aeronave.
A imagem ilustra o princípio de funcionamento de um balão dentro de um balão. O balão exterior representa o envelope do dirigível, enquanto o balão vermelho interior representa o balonete. Em um dirigível o balonete seria muito menor em relação ao tamanho do envelope, por exemplo, no dirigível francês Lebaudy Patrie o volume do balonete era de aproximadamente um quinto do envelope.

## História

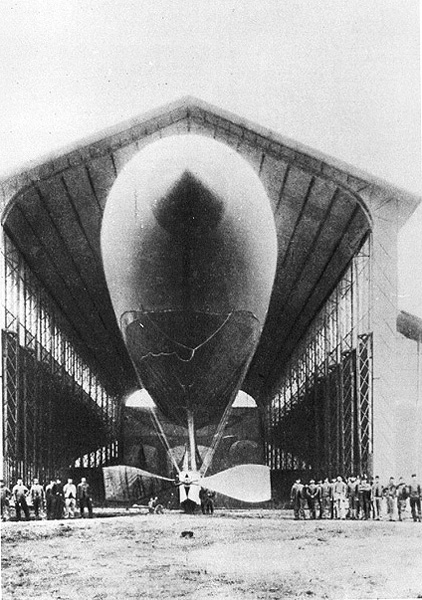
La France, o primeiro dirigível de êxito.

O balonete foi descrito pela primeira vez em 1783 por Jean Baptiste Meusnier, em seguida, um tenente do Exército Francês. No entanto o seu próprio projeto de dirigível não teve êxito.
Em 1784, o professor Jacques Charles e os irmãos Robert construíram um alongado dirigível de artesanato que se seguiram as propostas de Jean Batiste Meusnier. Seu projeto incorporava um balonete interno de Meusnier, um leme e remos para a propulsão, o quais se provaram inútes. No dia 15 de julho, os irmãos voaram por quanreta e cinco minutos a partir de Saint-Cloud até Meudon, acompanhados por M. Collin-Hullin e Louis Philippe II, o Duque de Chartres. A ausência de uma válvula de liberação de gás significava que o Duque tinha de cortar o envelope para evitar que ele se rompesse quando atingisse uma altitude de cerca de 4 500 metros (15 000 pés).
A primeira aplicação bem-sucedida levantou voo apenas após a morte de Meusnier. Em 8 de agosto de 1884 o primeiro dirigível prático, La France, voou pela primeira vez.
As válvulas de ar do balonete eram originalmente do tipo borboleta, acionada por molas. Se a pressão sobe no balonete, uma mola pressiona o eixo da válvula de borboleta para ativar, aliviando a pressão. Nas implementações mais recentes, as válvulas são acionadas eletricamente através de um atuador linear (aberto/fechado) ou um solenoide linear (retorno por mola), sendo este último o arranjo à prova de falhas mais conveniente.[carece de fontes?]